# Рон Флаверс
Рон Флаверс (англ. Ron Flowers, 28 липня 1934, Едлінгтон — 12 листопада 2021) — колишній англійський футболіст, півзахисник та тренер. Мав молодшого брата Джона, який також був футболістом.

## Клубна кар'єра
Вихованець футбольної шкіл клубів «Донкастер Роверз» та «Вот Вондерерс».
У дорослому футболі дебютував 1952 року виступами за «Вулвергемптон Вондерерз», в якому провів п'ятнадцять сезонів, взявши участь у 467 матчах чемпіонату. Більшість часу, проведеного у складі «Вулвергемптона», був основним гравцем команди. За цей час виборов титул володаря Кубка Англії.
Протягом 1967—1969 років захищав кольори клубу «Нортгемптон Таун».
Завершив професійну ігрову кар'єру у нижчоліговому клубі «Веллінгтон Таун», за який виступав протягом 1969—1971 років.

## Виступи за збірні
1955 року залучався до складу молодіжної збірної Англії. На молодіжному рівні зіграв у 2 офіційних матчах.
1955 року дебютував в офіційних матчах у складі національної збірної Англії. Протягом кар'єри у національній команді, яка тривала 12 років, провів у формі головної команди країни 49 матчів, забивши 10 голів.
У складі збірної був учасником чемпіонату світу 1962 року у Чилі та чемпіонату світу 1966 року в Англії, здобувши того року титул чемпіона світу.

## Кар'єра тренера
Розпочав тренерську кар'єру 1968 року, ставши граючим тренером клубу «Нортгемптон Таун». Перейшовши до «Веллінгтон Таун», 1971 року Флаверс продовжив бути граючим тренером. Після завершення ігрової кар'єри тренерську діяльність не продовжив.

## Титули і досягнення
- Чемпіон Англії (3):

«Вулвергемптон Вондерерз»: 1953–54, 1957–58, 1958–59
- Володар Суперкубка Англії (2):

«Вулвергемптон Вондерерз»: 1954, 1959
- Володар Кубка Англії (1):

«Вулвергемптон Вондерерз»: 1959–60
- Чемпіон світу (1):

1966